# Nhóm Messier 94
Nhóm Messier 94 là một nhóm thiên hà rộng với mật độ thiên hà thấp nằm trong 2 chòm sao là Lạp Khuyển và Hậu Phát. Khoảng cách của nó với chúng ta là khoảng xấp xỉ 13 triệu năm ánh sáng. Nó là một trong những nhóm thiên hà nằm trong siêu đám Xử Nữ và là một trong những nhóm thiên hà gần nhóm Địa phương nhất.
Mặc dù các thiên hà nằm trong nhóm này tạo thành một cấu trúc lớn giống như một đám mây, thế nhưng nhiều thiên hà trong nhóm chỉ bị ràng buộc bằng lực hấp dẫn lớn và một trong số đó vẫn chưa có quỹ đạo ổn định nằm xung quanh trung tâm của nhóm này. Thay vì vậy, hầu hết các thiên hà trong nhóm này đang di chuyển theo sự giãn nở của vũ trụ.

## Thiên hà thành viên
Bảng bên dưới là các thiên hà thành viên của nhóm này:
| Tên      | Loại thiên hà | Xích kinh(J2000) | Độ nghiêng (J2000) | Giá trị dịch chuyển đỏ (km/s) | Cấp sao biểu kiến |
| -------- | ------------- | ---------------- | ------------------ | ----------------------------- | ----------------- |
| IC 3687  | IAB(s)m       | 12h 42m 15.1s    | +38° 30′ 12″       | 354 ± 1                       | 13.7              |
| IC 4182  | SA(s)m        | 13h 05m 49.5s    | +37° 36′ 18″       | 321 ± 1                       | 13.0              |
| M94      | (R)SA(r)ab    | 12h 50m 53.0s    | +41° 07′ 14″       | 308 ± 1                       | 9.0               |
| NGC 4144 | SAB(s)cd      | 12h 09m 58.6s    | +46° 27′ 26″       | 265 ± 1                       | 12.1              |
| NGC 4190 | Im pec        | 12h 13m 44.8s    | +36° 38′ 03″       | 228 ± 1                       | 13.4              |
| NGC 4214 | IAB(s)m       | 12h 15m 39.2s    | +36° 19′ 37″       | 291 ± 3                       | 10.2              |
| NGC 4244 | SA(s)cd       | 12h 17m 29.6s    | +37° 48′ 26″       | 244                           | 10.9              |
| NGC 4395 | SA(s)m        | 12h 25m 48.9s    | +33° 32′ 48″       | 319 ± 1                       | 10.6              |
| NGC 4449 | IBm           | 12h 28m 11.9s    | +44° 05′ 40″       | 207 ± 4                       | 10.0              |
| UGC 6817 | Im            | 11h 50m 53.0s    | +38° 52′ 49″       | 242 ± 1                       | 13.4              |
| UGC 7559 | IBm           | 12h 27m 05.2s    | +37° 08′ 33″       | 218 ± 5                       | 14.2              |
| UGC 7577 | Im            | 12h 27m 40.9s    | +43° 29′ 44″       | 195                           | 12.8              |
| UGC 7698 | Im            | 12h 32m 54.4s    | +31° 32′ 28″       | 331 ± 1                       | 13.0              |
| UGC 8320 | IBm           | 13h 14m 27.9s    | +45° 55′ 09″       | 192 ± 1                       | 12.7              |

Bên cạnh đó, NGC 4105 và DDO 169 thì thường xuyên được xem là thành viên của nhóm trên nhưng không theo một cách chắc chắn. Thiên hà thành viên sáng nhất trong nhóm này thì vẫn chưa xác định chắc chắn lắm và phần nào dựa trên các dữ liệu phân tích các thành viên của nó. Bản kê mục lục LGG xem Messier 106 là thiên hà sáng nhất trong nhóm này, tuy nhiên các bản kê khác lại xem Messier 94 là thiên hà sáng nhất.

## Đám mây Lạp Khuyển
Nhóm thiên hà này thi thoảng bị gọi nhầm tên là "đám mây Lạp Khuyển". Nhưng thực chất "đám mây Lạp Khuyển" chính là một cấu trúc lớn hơn nhóm thiên hà này mà trong đó nó là thành viên.